# (532095) 2013 HY156
(532095) 2013 HY156 est un objet transneptunien faisant partie des cubewanos.